# Juan Gregorio de Las Heras
Juan Gregorio de Las Heras (Buenos Aires, 11 luglio 1780 – Santiago del Cile, 6 febbraio 1866) è stato un politico e militare argentino.
Generale, combatté contro gli Inglesi nel 1807 e contro gli ispano-cileni nel 1817 al seguito di José de San Martín. Divenuto nel 1824 governatore di Buenos Aires, proibì la tratta degli schiavi e fu un governante saggio e oculato, si dimise di sua volontà nel 1826.
Massone, fu membro delle logge Lautaro, Ejército de Los Andes e Orden y Libertad N° 2 di Lima.